# Nicolas Poussin

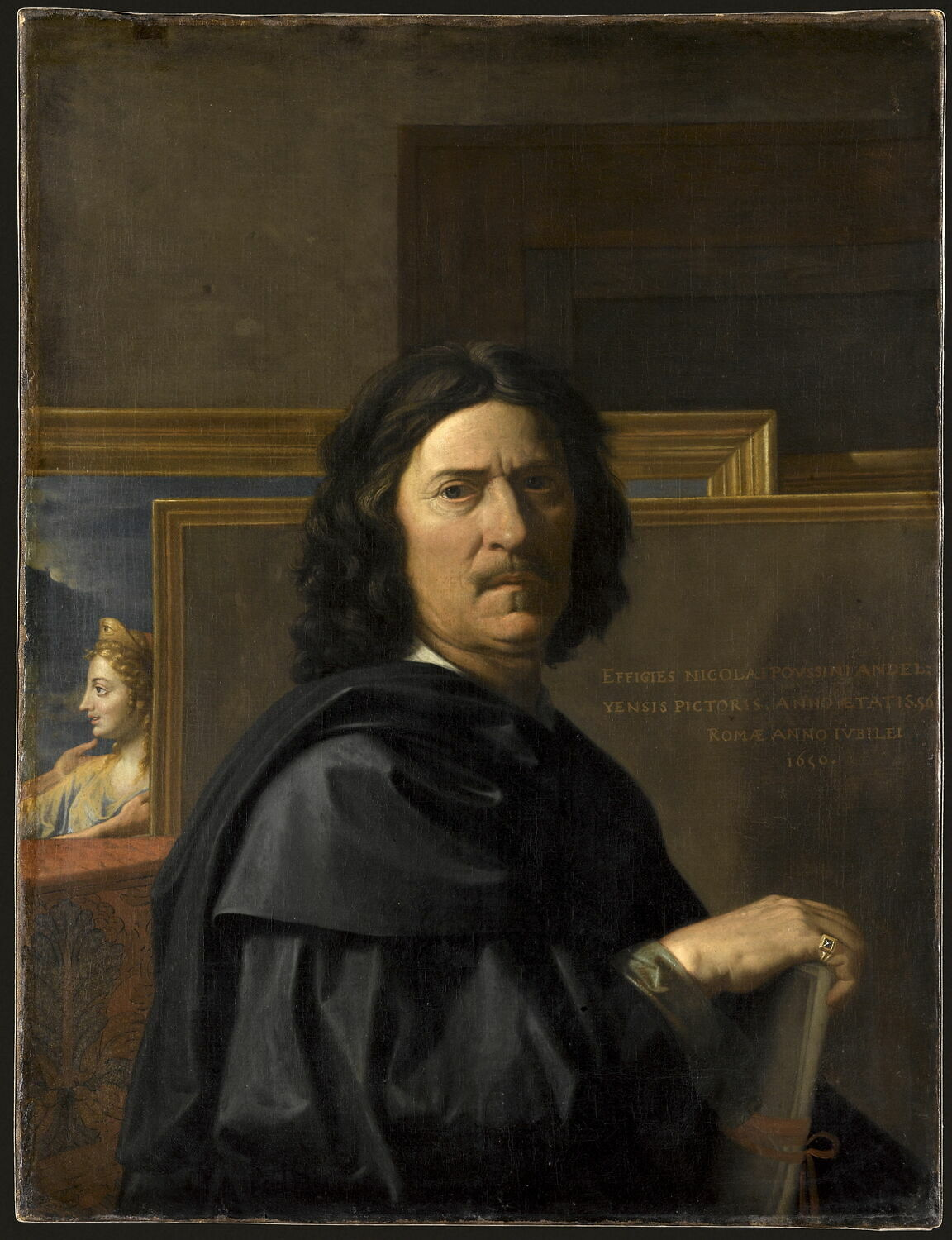
Selbstporträt, 1649–50, Paris, Louvre

Nicolas Poussin [pu'sɛ̃] (* 15. Juni 1594 in Les Andelys, Normandie; † 19. November 1665 in Rom) war ein französischer Maler des klassizistischen Barocks.

## Leben und Werk
Poussin wurde als Sohn eines verarmten Landedelmanns und ehemaligen Soldaten der königlichen Armee geboren. Als Maler ausgebildet wurde er zwischen 1612 und 1621 in Rouen und Paris. Frühe künstlerische Anregungen erhielt er durch Kenntnis von Werken der Schule von Fontainebleau. Einen ersten größeren Auftrag bekam er 1622 im Zuge der Ausstattung des Palais du Luxembourg in Paris, wo er mit Philippe de Champaigne zusammenarbeitete.
In Paris lernte er den Dichter Marino kennen, der ihn für die griechische und römische Mythologie, insbesondere für die Metamorphosen Ovids interessierte. Poussin illustrierte Marinos Epos über Venus und Adonis mit Zeichnungen.

### Die ersten Jahre in Rom
1624 ging er nach Rom, wo ihn Marino dem Kardinal Giulio Sacchetti empfahl, der ihn an Francesco Barberini, den Neffen Papst Urban VIII., weitervermittelte.
Er lernte die Maler Jacques Stella und Claude Lorrain kennen, Cassiano dal Pozzo, den Sekretär Kardinal Barberinis und den deutschen Maler und Schriftsteller Joachim Sandrart, der später über ihn berichtete. In Rom studierte er neben Werken Tizians und Raffaels antike Kunstwerke, die ihm auch in dal Pozzos Sammlung und Archiv zur Verfügung standen. 1630 heiratete er Anne Marie Dughet, die Tochter eines französischen Kochs in Rom.

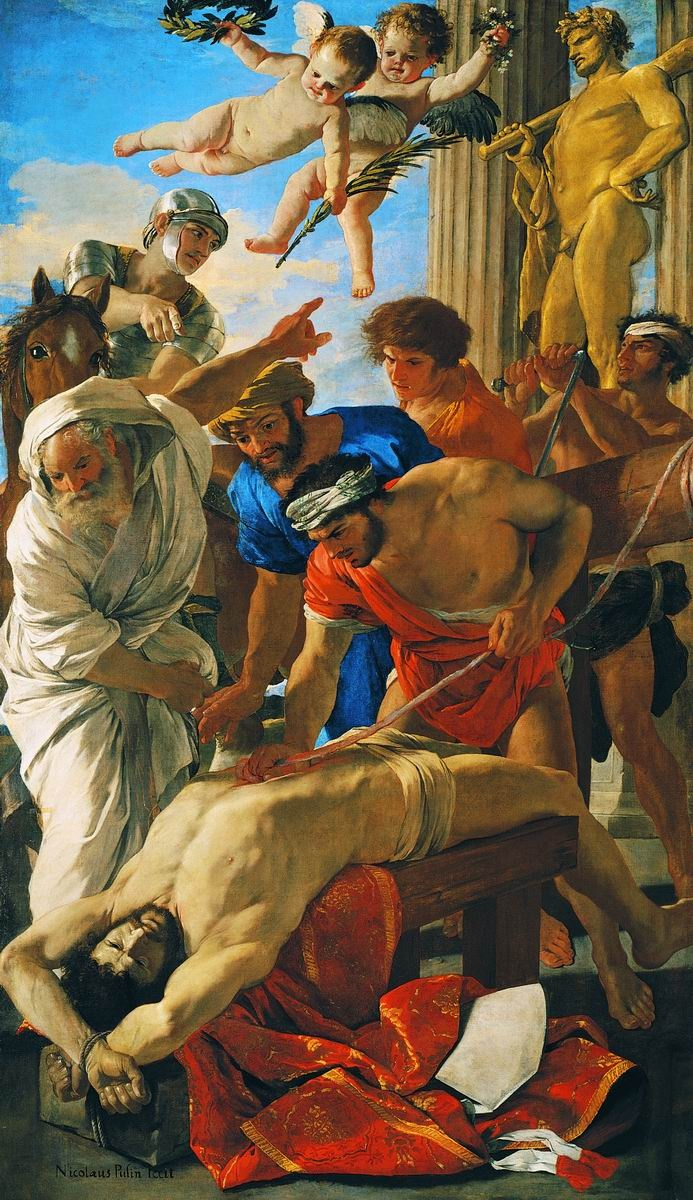
Martyrium des Heiligen Erasmus, 1627, Vatikanische Museen

Als Maler hatte Poussin zunächst Schwierigkeiten, in Rom Fuß zu fassen, da die meisten Aufträge des Papstes und der Adelsfamilien an die etablierten Italiener wie Guido Reni, Pietro da Cortona oder die Carracci gingen. 1627 erhielt er auf Empfehlung Gian Lorenzo Berninis und durch Vermittlung Kardinal Barberinis, für den er gerade das Bild Tod des Germanicus gemalt hatte, einen wichtigen öffentlichen Auftrag, ein großes Altarbild mit dem Martyrium des Heiligen Erasmus für St. Peter. Das Bild fand jedoch wenig öffentliche Anerkennung und hatte keine weiteren Aufträge für Altarbilder zur Folge. 1631 wurde er in die Accademia di San Luca aufgenommen.
In der Folge konzentrierte er sich auf Bilder in kleineren Formaten mit religiösen, mythologischen und historischen Themen, die bald die Wertschätzung privater Sammler fanden. Als Vermittler zwischen Poussin und kunstinteressierten Käufern war sein Freund und Förderer dal Pozzo tätig. 1636 erhielt er von dal Pozzo den Auftrag für eine Serie von Bildern über die sieben Sakramente, an denen er vier Jahre lang arbeitete. Für dal Pozzo fertigte Poussin Illustrationen für Leonardos sogenannten Malerei-Traktat an, der für den Druck vorbereitet worden war, aber erst 1651 in einer italienischen und in einer französischen Fassung veröffentlicht wurde.

### Rückkehr nach Paris
1641 kehrte Poussin auf Wunsch des französischen Königs Ludwig XIII. und auf massiven Druck Richelieus widerstrebend nach Paris zurück, nachdem er mehrmals um Aufschub gebeten hatte. Der König ernannte ihn zum Direktor der Ausstattung der königlichen Bauten und beauftragte ihn mit der Ausmalung der Grande Salle im Louvre und mit Entwürfen für die Teppichweberei. Für den Kardinal malte er das allegorische Bild Die Zeit entzieht die Wahrheit den Angriffen des Neides. In Paris kam es bald zu Spannungen zwischen Poussin und den etablierten Künstlern. Poussin konnte sich mit seiner Rolle und seinen Aufgaben am königlichen Hof nicht anfreunden. Bereits im Herbst 1642 verließ er Paris und kehrte für immer nach Rom zurück. Am 4. Dezember 1642 starb Richelieu, 1643 der König, und Poussin konnte ab jetzt unbehelligt nach seinen eigenen Vorstellungen in Rom arbeiten.

### Rom
Zurück in Rom, konzentrierte er sich wieder auf Bilder in kleineren Formaten mit ihren religiösen und mythologischen Themen, wobei er sein Interesse im Laufe der Zeit vermehrt mythologisch aufgeladenen Landschaftsbildern zuwendete. Abnehmer dieser Bilder war zunächst ein kleiner Kreis gebildeter römischer Kunstliebhaber, die sich mit dem Studium der Antike beschäftigten. Zu diesen Römer Mäzenen gehörten unter anderem Giulio Rospigliosi, der spätere Papst Clemens IX., der Kanzler des Papstes Gian Maria Roscioli, die französischen Botschafter am Vatikan, Duc de Créqui und Henri Valencay. Durch Vermittlung dal Pozzos dehnte sich der Kreis seiner Mäzene seit den späten dreißiger Jahren nach Paris aus, wo er neben seinem alten Freund und Förderer Paul Fréart de Chantelou in dem Bankier Jean Pointel einen eifrigen und finanzkräftigen Mäzen fand. Pointel besaß mehr als 20 Bilder Poussins.
Von 1649 und 1650 stammen seine beiden Selbstbildnisse, die er für seine Mäzene Pointel und Chantelou gemalt hat. Zwischen 1643 und 1648 malte er eine zweite Serie über die Sieben Sakramente für Chantelou.
Der Tod Urbans im Jahre 1644 und die Flucht der Nepoten nach Frankreich hatte auch für Poussin Folgen. Dal Pozzo hatte seine Stellung und damit auch Einfluss und wichtige Kontakte verloren. In der Folge malte Poussin fast ausschließlich für seine reichen französischen Auftraggeber wie Pointel, Cérisier und Reynon.

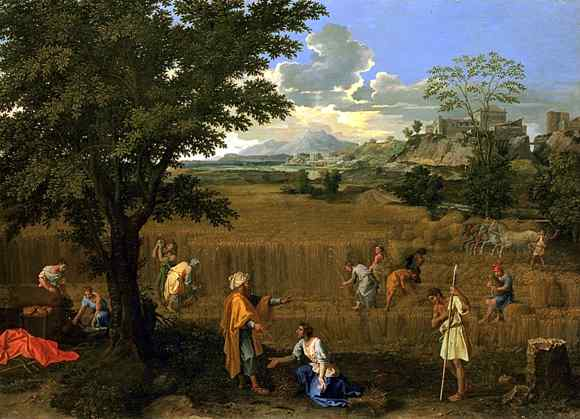
Der Sommer (Vier Jahreszeiten)

In seinen letzten Lebensjahren wendete er sich neben den mythologischen Bildern auch religiösen Themen zu. Höhepunkt seiner letzten Schaffensperiode ist die Folge der Vier Jahreszeiten, deren vieldeutige und vielschichtige Ikonographie die Phantasie der Interpreten immer wieder herausgefordert hat.
Als späte Ehrung durch sein Heimatland Frankreich erreichte ihn 1665 die Bestätigung als „Erster Maler Frankreichs“ durch Ludwig XIV.
Poussin starb am 19. November 1665 und wurde in der Kirche San Lorenzo in Lucina beigesetzt. Das Grabmal wurde dort 1830 nach einem Entwurf von Léon Vaudoyer errichtet. Die Büste Poussins stammt von Paul Lemoyne. Das Relief auf dem Grabmal hat Louis Desprez im Auftrag François-René de Chateaubriands nach einem seiner berühmtesten Bilder, Et in Arcadia ego, gestaltet.

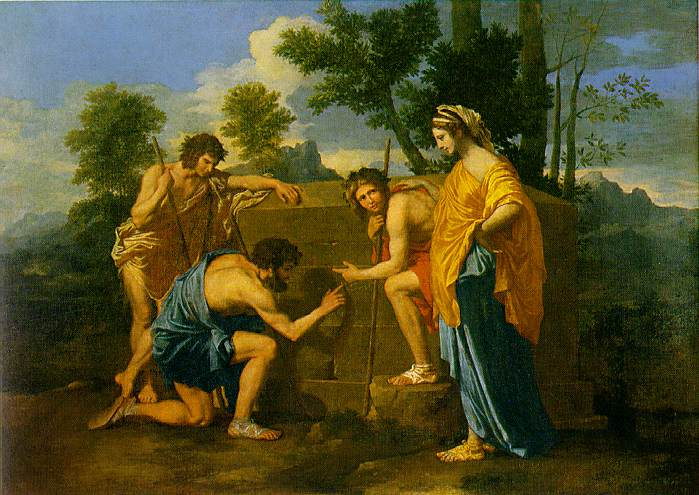
Die Hirten von Arkadien, Et in Arcadia ego

Das lateinische Epitaph könnte von Poussin selbst verfasst worden sein. Es betont die lebensspendende Kraft seiner Kunst, die er auch in Werken wie Et in Arcadia ego oder den beiden Selbstbildnissen selbstreflexiv als Mittel des Menschen gegen die Allmacht des Todes thematisiert.

## Maler des Barockklassizismus
Die Einordnung von Poussins Werk in ein kunstgeschichtliches Schema ist schwierig. Seine Arbeitsphase war zwar zeitgleich mit der Blüte des römischen Barock, seine Bilder unterscheiden sich jedoch wesentlich, sowohl formal, d. h. im Bildaufbau und in der Farbkomposition, als auch in ihrer Funktion und in ihrem Maß von den barocken Bildern für den öffentlichen Raum. Bedienten die Barockmaler das Bedürfnis der Auftraggeber nach Repräsentation und politischer und religiöser Propaganda, so waren Poussins Arbeiten gedacht und gemalt für die privaten ästhetischen, intellektuellen und künstlerischen Bedürfnisse von Sammlern und Kennern.
Zwar nahm Poussin Anregungen Domenichinos, der Carracci oder Tizians auf, von ausschlaggebender Bedeutung für seine künstlerische Entwicklung und seine künstlerischen Ziele war jedoch seine Auseinandersetzung mit Raffael und mit der Kunst der Antike. Durch den Kontakt mit dal Pozzo hatte er überdies Zugang zu den neuesten Kenntnissen über das frühe Christentum, wie sie durch Antonio Bosios Buch Roma sotteranea, das die frühchristlichen Funde aus römischen Katakomben dokumentiert, belegt wurden. Sein Studium der in Rom allgegenwärtigen antiken schriftlichen und bildlichen Quellen zeigt sich in der Themenwahl, in der Detailgenauigkeit von Architektur, Kleidung, Waffen, in der rhythmisierten Ähnlichkeit der Figurengruppen zu denen antiker Sarkophagreliefs, sowie im bildlich expliziten Rekurs auf Text- und Bildgestalten illustrierter Mythologien in französischer und italienischer Sprache ab etwa 1550 (Ovidübersetzung und -übertragung durch Clément Marot, Barthélemy Aneau, Lodovico Dolce), Holzschnitte von Bernard Salomon, Pierre Eskrich bzw. Vase.
Die Klarheit des Bildaufbaus und der Komposition der Figuren im Bild wird unterstrichen durch Poussins symbolisierende Verwendung leuchtender Primärfarben in Gewandstoffen unterschiedlicher Handlungsbeteiligter. Indem er v. a. in den 1630er Jahren Gelb-, Gold-, Ocker- und Orangetöne in Farbgründen verwendete, aus denen sich helle Figuren ausentwickelten, erzeugte er den sog. „blonden Ton“, der seinen Bildern eine intensive und leuchtende Farbigkeit verlieh. In den 1640er Jahren nahm seine Farbgestaltung einen kühleren Ton an, indem er auf einen allzu warmen blonden Ton verzichtete, in Unbuntwerten und kühlen Brauntönen gehaltene klassizierende Architekturelemente verwendete und aus Gründen eines „stimmigen“ Kolorits („convenientia“) Buntfarben mit dunkleren Grautönen brach. Dies ermöglichte es ihm, die menschlichen Regungen in Gestik und Mimik deutlicher zu akzentuieren, was seinen Bildern den Rang humanistischer Stellungnahmen verleiht. Aufgrund dieser elementarpolitischen Dimension seiner Bilder, prominent missverstanden als Stoizismus, gilt Poussin zum Vorbild des französischen Akademismus, der den Absolutismus Ludwig XIV vertrat – ein Ansinnen, dem Poussin sich verwehrte: so blieb er gegen zahlreiche Rufe aus Paris bis zum Lebensende in Rom. In den Landschaftsgemälden der Spätzeit wiederum wärmt sich das Kolorit wieder auf, doch gilt Poussin bis heute aufgrund der architektonischen Strenge der 1640er Jahre als ein vor allem vom Intellekt geprägter Maler des Barockklassizismus, was den Blick auf sein Schaffenspektrum naturgemäß verengt.

## Theoretisierung der Kunst Poussins
Die Malerei Poussins ist seit jeher Gegenstand unterschiedlichster Theoretisierung.

### Naturphilosophische Theoretisierung
Poussin scheint sich im Laufe seines Lebens wiederholt mit kunsttheoretischen Fragen auseinandergesetzt zu haben. Außer Leonardos Traktat, den er schon wegen der von Cassiano dal Pozzo bestellten Illustrationen vermutlich kannte, waren ihm wahrscheinlich andere naturwissenschaftliche, philosophische, kunstwissenschaftliche und antike Schriften bekannt, denn der ihm zugeneigte Cassiano dal Pozzo verfügte über eine herausragende Bibliothek, in der Poussin arbeiten durfte. Man vermutet so, dass Poussin auch die Sammlung von Schriften zur Malerei, die der Theatinermönch Zaccolini verfasst hatte, bekannt waren. Zaccolini befasste sich mit den Problemen von Licht und Schatten und handelte eine Reihe von optischen Themen ab. Des Weiteren wird eine Beschäftigung mit den Werken des Athanasius Kircher angenommen. Auch Poussins Selbstporträts, die ihn mit einem Buch zeigen, sollen nach Ansicht verschiedener Wissenschaftler die Bedeutung einer theoretischen Fundierung seiner Kunst belegen.

### Moduslehre
Von Poussin selbst gibt es, eine eventuelle Kunsttheorie betreffend, außer einem brieflichen Hinweis auf Aristoteles auch ein eher unglückliches, weil fragmentarisch zitiertes und folglich nicht ganz reflektiertes Zitat Gioseffo Zarlinos zur Moduslehre. Poussin gebraucht dieses Zitat als theoretisierende, aber nicht am Werk veranschaulichte Rechtfertigung der zweiten „Sakramenteserie“ für den französischen Kunstliebhaber Paul Fréart de Chantelou, der mit deren künstlerischer Gestaltung unzufrieden war und die erhaltenen Werke mit den vermeintlich besseren der ersten Sakramenteserie für Cassiano dal Pozzo verglich.  Poussin zieht Parallelen zu Zarlinos Moduslehre, die bei jenem, nicht aber in Poussins Brief, das Vermögen verschiedener Tonarten behandelt, unterschiedliche Stimmungen und Affekte beim Hörer hervorzurufen. So nahm Zarlino für die Antike eine Unterteilung in fünf verschiedene Modi vor: für ernste und strenge Themen den dorischen Modus, für angenehme und lustige den phrygischen, für Klagethemen den lydischen, für Freude und göttliche Themen den hypolydischen und für lustige Themen den ionischen Modus. Es wurde in der Folge immer wieder versucht nachzuweisen, dass Poussin sich auf die Moduslehre bezog, doch konnten diese Ansätze aufgrund der tatsächlichen Varietät der Farb- und Formgestaltung Poussinischer Werke nicht überzeugen. Darüber hinaus reduzierte man so den Rang Poussinischer Werke auf die Illustration einer im musiktheoretischen Diskurs des 17. Jahrhunderts bereits als abseitig behandelten musikalischen Lehre des 16. Jahrhunderts.

### Decorum
In Abwandlungen ist die Moduslehre in die Decorum-Debatte der Kunsttheorie des 18. Jahrhunderts eingegangen, in der es um den Zusammenhang und die Schicklichkeit zwischen Thema und Darstellungsmodus von Bildern ging. Für Poussin jedoch eine Verbindlichkeit des Decorum-Topos anzunehmen, stellt angesichts des Umstandes, dass die Decorum-Debatte erst nach Poussin einsetzte, eine Argumentation post hoc ergo propter hoc dar.

### Stoizismus
Poussin stellte seine mythologischen, allegorischen oder religiösen Themen vor Architekturkulissen oder in idealisierten, später als „heroisch“ bezeichneten Landschaften dar, da sie entweder Gestalten aus der antiken Heldensage abbildeten oder die Landschaft insgesamt als bewegt und mächtig empfunden wird. Gedeutet werden seine Werke v. a. vor dem Hintergrund des Neo-Stoizismus, dessen Gedanken über Tod und Weisheit Poussins religiösen Darstellungen, Landschaften und Mythologien unterlegt werden. Hauptvertreter dieser Auffassung war der britische Kunsthistoriker und britisch-sowjetische Doppelagent Anthony Blunt, der den Stoizismus Poussins v. a. aus schriftlichen Quellen, nicht jedoch aus den Bildwerken Poussins ableitet. Dementsprechend wurde diese Deutung der Werke Poussins nicht mehr weiterverfolgt, zumal vermutlich biografische Gründe für die von Blunt unterlegte Moralisierung Poussins geltend gemacht werden können.

### Cartesianismus
Seine szenischen Kompositionen entwickelte er anhand von Wachsmodellen, die er auf eine Guckkastenbühne stellte. Vielfach wurde Poussin als daher rationaler Maler betrachtet, sozusagen als Pendant zu Descartes in den bildenden Künsten. Die Guckkastenbühne ermöglichte eine Oeillade, in der die Handlung zeiträumlich einheitlich überschaut werden konnte, vom sog. Prinzenauge aus. Allerdings stellt das Prinzenauge ein idealtypisches Bühnenkonzept dar, das vom zeitgenössischen Theater selten berücksichtigt wurde. Trotzdem versuchte der an Theoretisierungen interessierte Akademismus vor allem die Mannalese als Exemplum einer Raum-, Zeit- und Handlungseinheitlichkeit vorzustellen, trotz offenkundiger Simultaneitäten und Gleichvorkommnissen von Geschehnissen auf der Bildfläche. Protagonist hierfür war Charles Le Brun, der die Poussinische Figürlichkeit als Skulpturengarten auffasste. Aus dieser gestischen Verstillstandung ergaben sich Bezugspunkte für Le Bruns eigene Programmatik einer expression des passions, die er mit Verweis auf seinen „Lehrer“ Poussin zu nobilitieren suchte.

## Rezeption

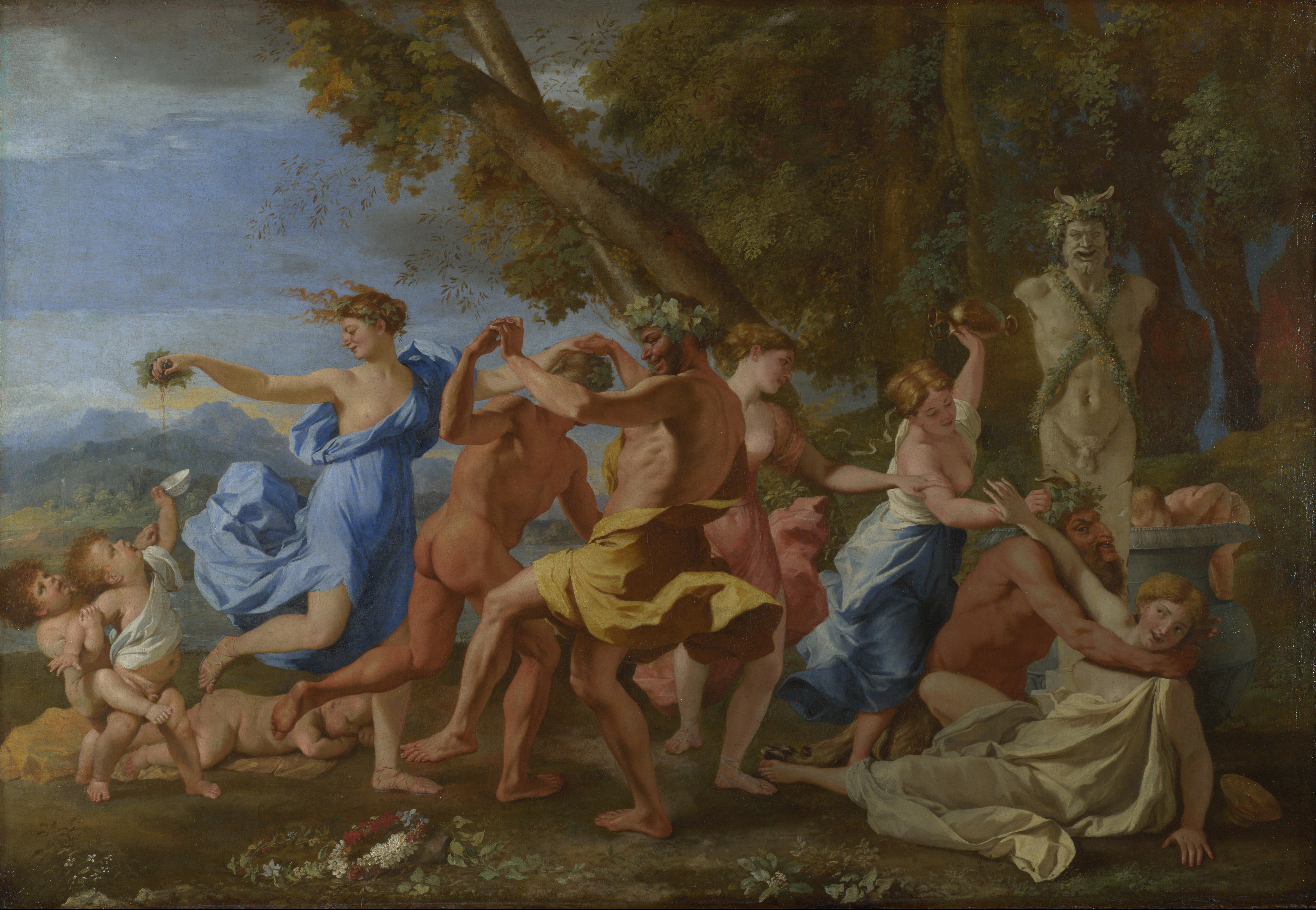
Bacchanal devant une statue de Bacchus

Poussin galt lange als bedeutendster Maler der französischen Barockzeit, bis im 19. und 20. Jahrhundert das Interesse des Publikums an seinem als akademisch und formalistisch abgetanen Werk nachließ. Obwohl Künstler wie Cézanne, Picasso, Francis Bacon oder Markus Lüpertz sich intensiv mit seinen Werken auseinandergesetzt hatten, weckte erst die 1960 von Germain Bazin kuratierte große Poussin-Ausstellung im Louvre erneut auch das Interesse der Kunstwissenschaft. Sie arbeitete dann die progressiven Elemente der Kunst Poussins heraus, seine rationalistische Klarheit und Innovationskraft.
Picasso malte 1944 sein Bild La Bacchanale nach Poussins Bacchanal devant une statue de Bacchus (1632–1633).
Poussin spielt eine Rolle in der Erzählung Le chef-d’oeuvre inconnu von Honoré de Balzac (deutsch: Das unbekannte Meisterwerk).
Im Paris des Jahres 1612 trifft der junge Nicolas Poussin auf die Maler Porbus d. J. und Frenhofer. Letzterer will sein unvollendetes Meisterwerk, die Belle Noiseuse, mit einer möglichst perfekten Frau vergleichen. Poussin bietet ihm für den Vergleich seine Geliebte Gilette an, die widerwillig zustimmt. Frenhofer kommt zu dem Urteil, seine Belle Noiseuse sei vollkommen. Als aber Poussin und Porbus das Bild betrachten, erkennen sie nur ein Gewirr aus Linien und Farbschichten. Poussin weist Frenhofer darauf hin. Dieser erkennt seine Selbsttäuschung. Er verbrennt seine Werke noch in derselben Nacht und stirbt.
Poussins Bild Die Hirten von Arkadien spielt eine Rolle in dem Bestseller Der Heilige Gral und seine Erben (1982).

## Werke

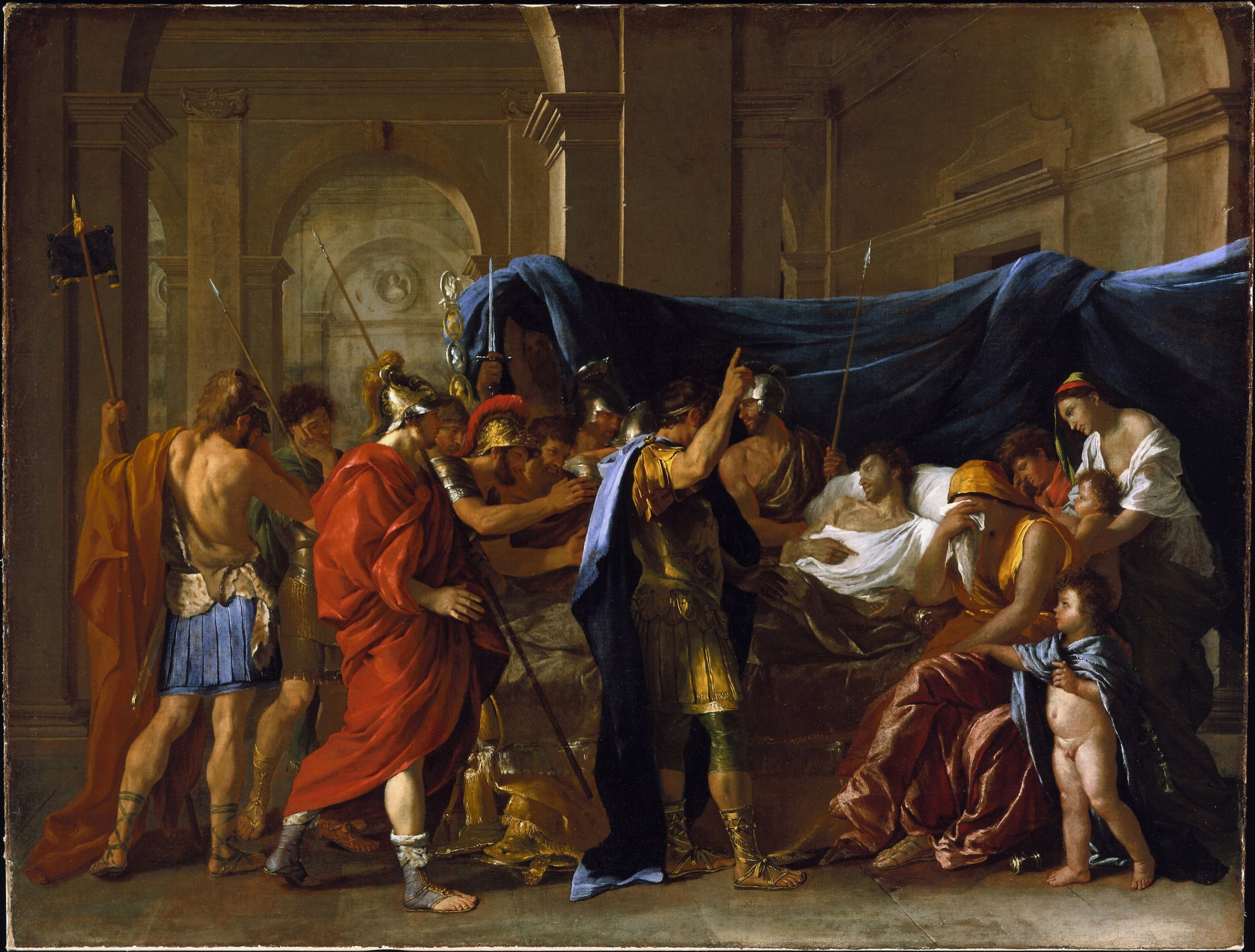
Tod des Germanicus, 1627, Minneapolis Institute of Arts

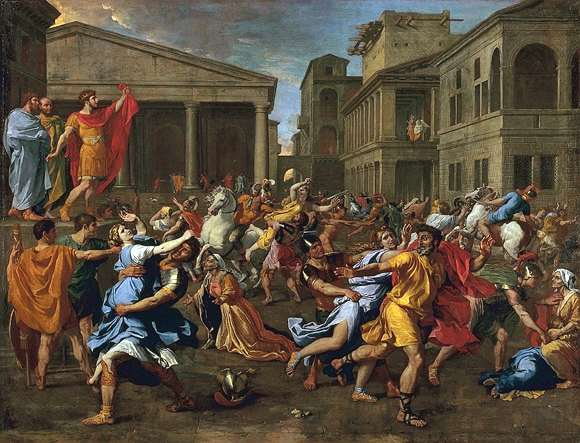
Der Raub der Sabinerinnen

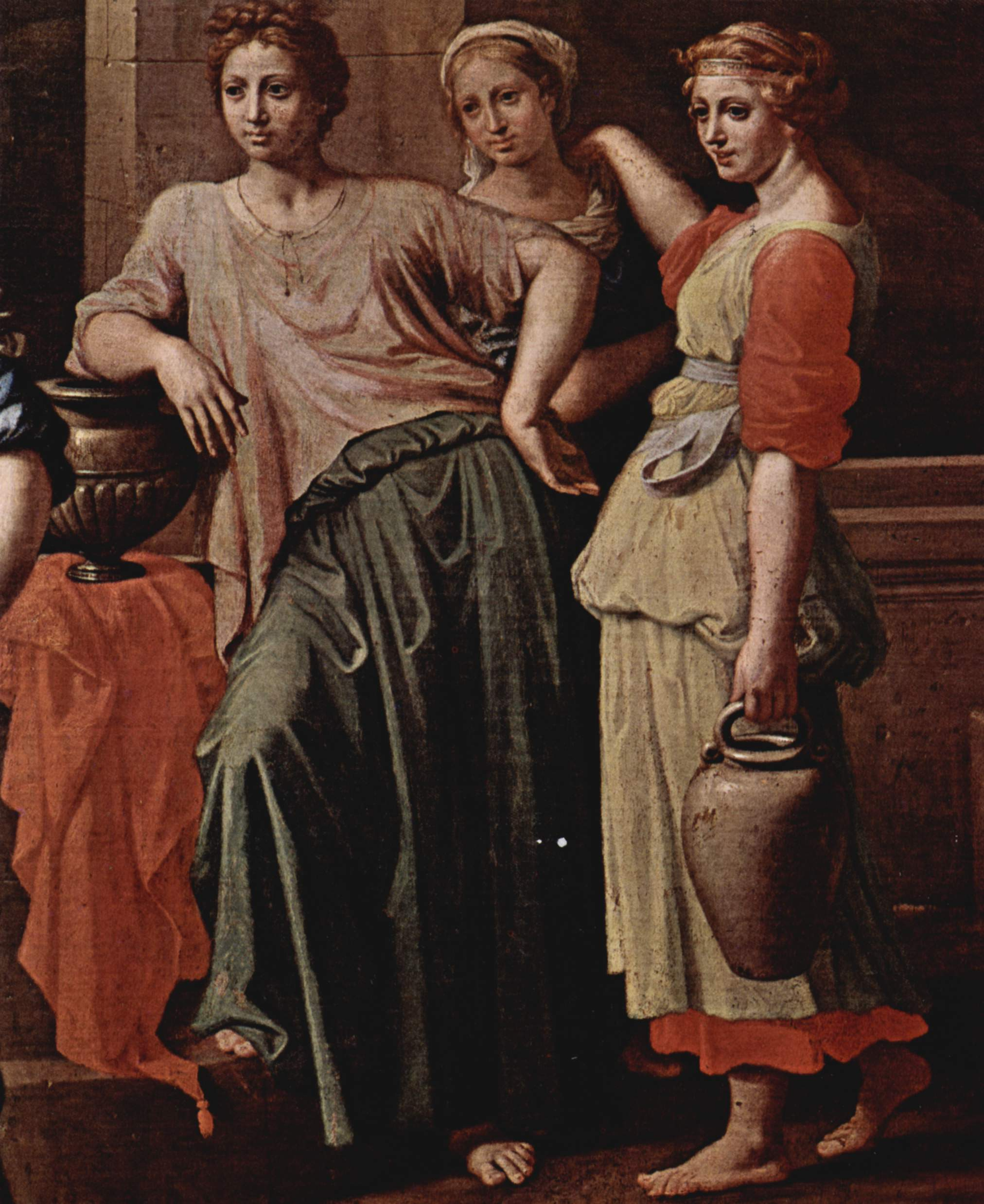
Rebekka am Brunnen, 1648, Detail

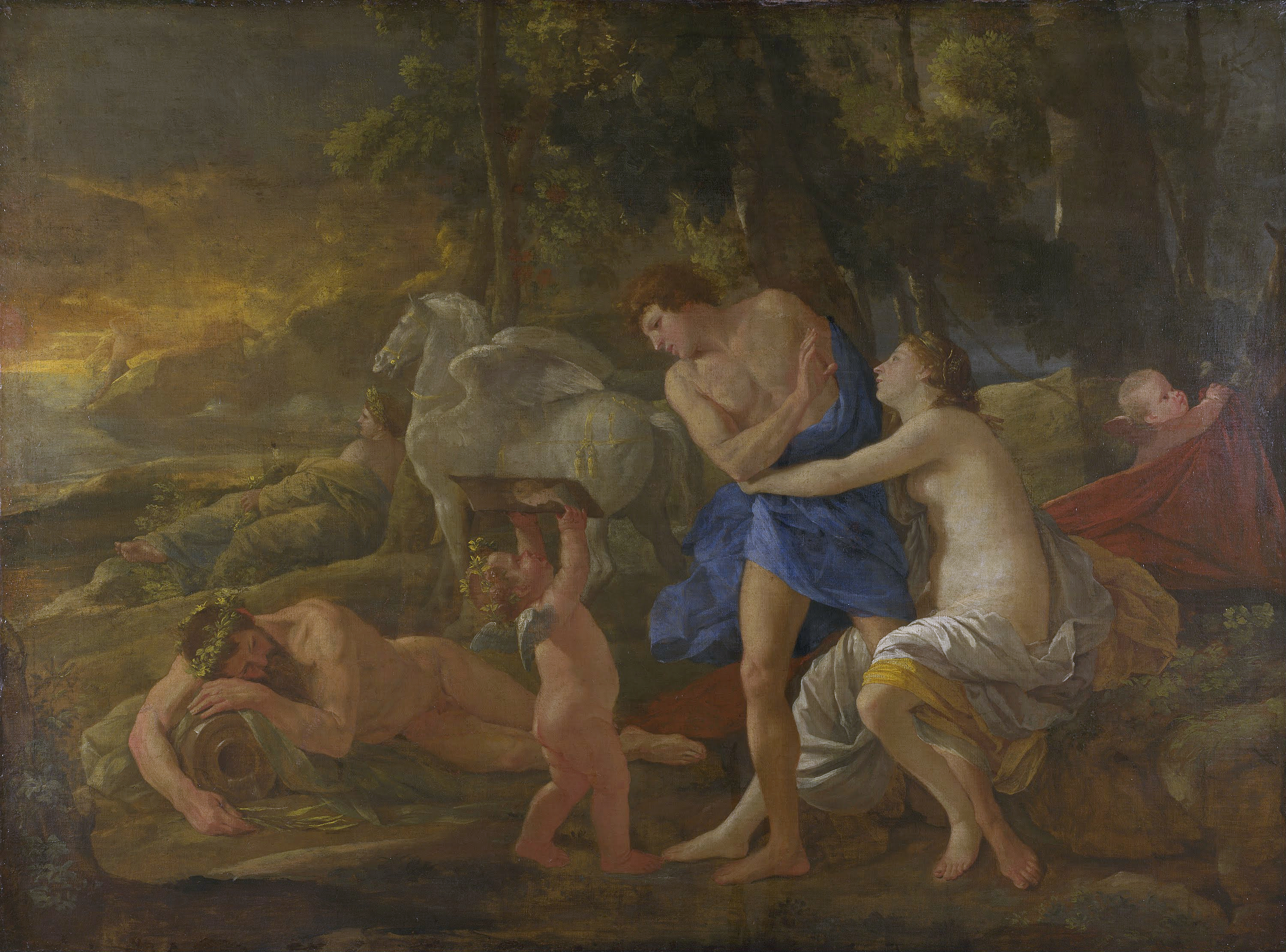
Cephalus und Aurora, um 1630, National
Gallery, London

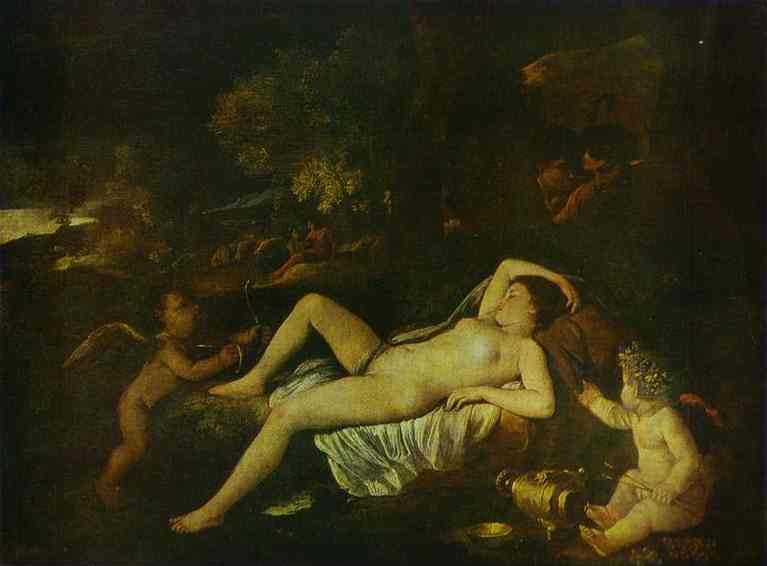
Ruhende Venus und Amor, um 1650

Gewitterlandschaft mit Pyramus und Thisbe, 1651, Städel Museum, Frankfurt am Main

### Datierung relativ sicher
Alle Werke: Öl auf Leinwand, wenn nicht anders angegeben. Quelle zur Datierung: Mérot 1994.
- ca. 1624: Der Triumph des Dichters,  148 × 176 cm, Galleria Nazionale d’Arte Antica, Rom
- ca. 1624: Midas dankt Bacchus, 98 × 130 cm, Alte Pinakothek, München
- 1624–1625: Cephalus und Aurora, 79 × 152 cm, Collection Worsley, Hovingham Hall, Yorkshire
- 1624–1625: Merkur, Herse und Aglaurus, 53 × 77 cm, École nationale supérieure des beaux-arts, Paris
- ca. 1624–1625: Venus und Adonis, 98,5 × 134,5 cm, Kimbell Art Museum, Fort Worth, Texas
- ca. 1624–1628: Armidas entdeckt den eingeschlafenen Rinaldo, 95 × 113 cm, Puschkin-Museum, Moskau
- 1625: Venus wird durch die Hirten beobachtet, 71 × 96 cm, Staatliche Kunstsammlungen, Dresden
- ca. 1625 (vor dem Tod des Germanicus): Apoll und Daphne, 97 × 131 cm, Alte Pinakothek, München
- ca. 1625: Kampf des Josua gegen die Amaleciter, 97,5 × 134 cm, Eremitage, St. Petersburg
- ca. 1625: Kampf des Josua gegen die Amoriten, 97,5 × 134 cm, Puschkin-Museum, Moskau
- ca. 1625: Landschaft mit einem Amor, der einen Satyr zu Venus führt, 97 × 127,5 cm, Cleveland Museum of Art, Cleveland
- ca. 1625: Putto, ein Füllhorn haltend, 54,8 × 51,8 cm, Sammlung Pallavicini Rospigliosi, Rom
- ca. 1625: Venus wird von Satyrn überrascht, 77 × 100 cm, Kunsthaus Zürich
- 1625–1626: Olymp und Marsias,  102,5 × 89,5 cm, Kunsthandel, Schweiz
- ca. 1625–1626: Bacchus und Ariadne,  122 × 169 cm, Museo del Prado, Madrid
- 1625–1627: Jungfrau mit Kind, 58,5 × 49,5 cm, Preston Manor, Brighton, Sussex
- 1625–1627: Pietà, 49 × 40 cm, Museé Thomas Henry, Cherbourg
- 1625–1628: Landschaft mit Numa Pompilius und der Nymphe Egeria, 75 × 100 cm, Musée Condé, Chantilly
- 1625–1630: Der Bethlehemitische Kindermord,  147 × 171 cm, Museé Condé, Chantilly
- ca. 1625–1630: Et in Arcadia ego I,  101 × 82 cm, The Trustees of the Chatsworth Settlement, Chatsworth, Derbyshire
- ca. 1625–1630: Nymphe, einen Satyren reitend, 96,5 × 75,5 cm, Gemäldegalerie Alte Meister, Kassel
- ca. 1625–1630: Tankred und Herminie, 98 × 147 cm, Eremitage, St. Petersburg
- ca. 1625–1635: Die Kindheit des Bacchus,  135 × 168 cm, Museé Condé, Chantilly
- ca. 1626: Die Kindheit des Bacchus, 75 × 97 cm, National Gallery, London
- ca. 1626: Landschaft mit Nymphen und Satyren,  102,5 × 133,5 cm, Walker Art Gallery, Liverpool
- ca. 1626: Midas an der Quelle des Pactoclos, 50 × 66 cm, Musée Fesch, Ajacco
- ca. 1626: Venus und Adonis, 75 × 99 cm, Museum of Art, Rhode Island School of Design, Providence, USA
- 1626–1627: Die Kindheit des Bacchus, 97 × 136 cm, Louvre, Paris
- 1626–1627: Hannibal überquert die Alpen,  100 × 133 cm, Fogg Art Museum, Cambridge, Massachusetts
- 1626–1627: Midas reinigt sich in den Wassern des Pactoclos, 97,5 × 72,5 cm, Metropolitan Museum of Art, New York
- 1626–1627: Nymphe und trinkender Satyr, 73 × 59 cm, National Gallery of Ireland, Dublin
- 1626–1627: Nymphe und trinkender Satyr, 74 × 60 cm, Museo del Prado, Madrid
- 1626–1627: Nymphe und trinkender Satyr, 77 × 62 cm, Puschkin-Museum, Moskau
- ca. 1626–1627 (vielleicht auch später): Die Beweinung des toten Christus, 102,7 × 146 cm, Alte Pinakothek, München
- 1626–1628: Der Tod des Germanicus,  148 × 198 cm, Institute of Art, Minneapolis, Minnesota
- ab 1626–1627: Bacchus, 98 × 73,5 cm, Schwedisches Nationalmuseum, Stockholm
- vor 1627: Kinderbacchanal, 56 × 76,5 cm, Galleria Nazionale d’Arte antica, Rom
- vor 1627: Kinderbacchanal, 74,5 × 85,5 cm, Galleria Nazionale d’Arte antica, Rom
- vor 1627: Landschaft mit Venus und Adonis, Teil I, 75 × 113 cm, Musée Fabre, Montpellier
- vor 1627: Landschaft mit Venus und Adonis, Teil II, 77 × 88 cm, privat
- 1627: Der Triumph des Pan,  165 × 241 cm, Louvre, Paris
- 1627: Heilige Familie (16 Personen), 76 × 63 cm, New York
- ca. 1627: Die Inspiration des Dichters, 94 × 69,5 cm, Niedersächsische Landesgalerie, Hannover
- ca. 1627: Die Kreuzabnahme,  119,5 × 99 cm, Eremitage, St. Petersburg
- ca. 1627 (nach dem Tod des Germanicus): Mars bereitet sich vor, Venus zu verlassen,  155 × 213,5 cm, Museum of Fine Arts, Boston
- ca. 1627: Venus beweint Adonis, 57 × 126 cm, Musée des Beaux-Arts, Caen
- ca. 1627: Venus und Merkur, Teil I, 78 × 85 cm, Dulwich Picture Gallery, London
- ca. 1627: Venus und Merkus, Teil II, 57 × 51 cm, Louvre, Paris
- ca. 1627: Verkündigung, 75 × 95 cm, Musée Condé, Chantilly
- 1627–1628: Bacchanal mit der Lautenspielerin, Bacchanal der Andrier,  121 × 175 cm, Louvre, Paris
- 1627–1628: Das Opfer Noahs, 99 × 134,5 cm, Tatton Park, National Trust, Cheshire, Großbritannien
- 1627–1629: Die Aussetzung des Moses,  114 × 196 cm, Staatliche Kunstsammlungen, Dresden
- 1627–1629: Rebekka und Eliezer, 93 × 117 cm, privat
- 1627–1630: Apoll gibt Phaeton seinen Wagen,  122 × 153 cm, Gemäldegalerie, Berlin
- 1627–1630: Der Bethlehemitische Kindermord, 98 × 133 cm, Petit Palais, Paris
- 1627–1630: Die hl. Cäcilie,  118 × 88 cm, Museo del Prado, Madrid
- 1627–1630: Die mystische Hochzeit der hl. Katharina,  127 × 167,5 cm, Scottish National Gallery, Edinburgh
- 1627–1630: Echo und Narziss, 74 × 100 cm, Louvre, Paris
- 1628–1629: Das Martyrium des hl. Erasmus, 320 × 186 cm, Vatikanische Pinakothek, Rom
- ca. 1628–1629: Das Martyrium des hl. Erasmus, 99 × 74 cm, National Gallery of Canada, Ottawa
- 1629–1630: Die Jungfrau erscheint dem hl. Jakobus dem Älteren, 301 × 242 cm, Louvre, Paris
- 1629–1630: Moses beruhigt die Wasser des Marah,  152 × 210 cm, Baltimore Museum of Art, Baltimore
- 1629–1630: Rückkehr von Ägypten,  112 × 94 cm, Dulwich Picture Gallery, London
- vor 1630: Armidas entdeckt den eingeschlafenen Rinaldus, 80 × 107 cm, Dulwich Picture Gallery, London
- vor 1630: Die Anbetung des goldenen Kalbes, Fragment zweier Frauenköpfe, 32 × 45,5 cm, Booth Collection, Southwell, Nottinghamshire
- vor 1630 (zweifelhaft): Heilige Familie (vier Personen),  169,5 × 127 cm, Toledo Museum of Art, Toledo, Ohio
- ca. 1630: Acis und Galathea, 98 × 137 cm, National Gallery of Ireland, Dublin
- ca. 1630: Cephalus und Aurora, 96 × 130 cm, National Gallery, London
- ca. 1630: Diana und Endymion,  122 × 169 cm, Institute of Art, Detroit
- ca. 1630: Die Himmelfahrt Mariens,  134,4 × 98 cm, National Gallery of Art, Washington
- ca. 1630: Die Inspiration des Dichters,  184 × 214 cm, Louvre, Paris
- 1630–1631: Der siegreiche David,  100 × 130 cm, Museo del Prado, Madrid
- 1630–1633: Spiel von Kindern und Putti, 95 × 72 cm, Eremitage, St. Petersburg
- 1630–1635: Christus im Olivenhain, 62 × 49 cm, Öl auf Kupfer, privat
- ca. 1630–1635 (sehr kontrovers): Bacchanal vor einer Pan-Herme,  100 × 142 cm, National Gallery, London
- 1631: Das Reich der Flora,  131 × 181 cm, Staatliche Kunstsammlungen, Dresden
- 1631: Die Pest von Azdod,  158 × 198 cm, Louvre, Paris
- 1631–1633: Apoll und die Musen,  145 × 197 cm, Museo del Prado, Madrid
- 1631–1633: Die Anbetung der Hirten, 98 × 74 cm, National Gallery, London
- 1631–1633: Die Begleiter des Rinaldus,  119 × 101 cm, Metropolitan Museum of Art, New York
- 1632–1633 (kontrovers): Der Triumph Davids,  117 × 146 cm, Dulwich Picture Gallery, London
- 1632–1634: Ruhe auf der Flucht nach Ägypten, 66 × 67 cm, Sammlung Oskar Reinhardt, Winterthur
- 1633: Die Anbetung der Könige,  161 × 182 cm, Staatliche Kunstsammlungen, Dresden
- ca. 1633: Theseus findet die Waffen seines Vaters wieder, 98 × 134 cm, Musée Condé, Chantilly
- 1633–1634: Der Raub der Sabinerinnen,  154,5 × 210 cm, Metropolitan Museum of Art, New York
- 1633–1634: Rückkehr von Ägypten,  134 × 99 cm, Cleveland Museum of Art, Cleveland
- 1633–1635: Der hl. Johannes tauft das Volk, 95,5 × 121 cm, Getty Center, Los Angeles
- 1633–1635: Nymphe, einen Bock reitend, 72 × 56 cm, Eremitage, St. Petersburg
- ca. 1633–1635: Moses schlägt an den Stein, 97 × 133 cm, Scottish National Gallery, Edinburgh
- ca. 1633–1635: Spielende Kinder, 52 × 39 cm, Fundação Calouste Gulbenkian, Lissabon
- 1633–1637: Der Zug durch das rote Meer,  154 × 210 cm, National Gallery of Victoria, Melbourne
- 1633–1637: Die Anbetung des goldenen Kalbes,  154 × 214 cm, National Gallery, London
- 1633–1637: Landschaft mit Juno und Argus,  120 × 195 cm, Bode-Museum, Berlin
- vor 1634: Der junge, gerettete Pyrrhus,  116 × 160 cm, Louvre, Paris
- ca. 1634–1635: Der Triumph des Neptun und der Amphitrite,  114,5 × 146,6 cm, Philadelphia Museum of Art, Philadelphia
- ca. 1635: Der Triumph des Bacchus,  128,5 × 151 cm, Nelson Gallery, Atkins Museum, Kansas City, Missouri
- ca. 1635: Der Triumph des Pan,  134 × 145 cm, National Gallery, London
- ca. 1635: Tankred und Herminie, 75 × 100 cm, Barber Institute of Fine Arts, Birmingham
- ca. 1635–1636: Venus zeigt Aeneas ihre / seine Waffen,  107 × 133 cm, Art Gallery of Ontario, Toronto
- 1635–1637: Die Kindheit des Jupiter, 95 × 118 cm, Dulwich Picture Gallery, London
- 1635–1638: Die Landschaft mit der hl. Rita de Cascia, 48 × 37 cm, Dulwich Picture Gallery, London
- 1635–1640: Herkules am Scheideweg, 91 × 72 cm, National Trust, Stourhead, Wiltshire
- 1636–1637: Der hl. Johannes tauft das Volk, 94 × 120 cm, Louvre, Paris
- 1636–1637: Landschaft mit dem hl. Hieronymus,  155 × 234 cm, Museo del Prado, Madrid
- 1636–1640: Zyklus Die sieben Sakramente für Cassiano Dal Pozzo
  - Die Buße, 95,5 × 121 cm, wurde 1816 bei einem Brand im Belvoir Castle zerstört
  - Die Ehe, 95,5 × 121 cm, Sammlung des Duke of Rutland, Belvoir Castle, Leicestershire
  - Die Eucharistie, 95,5 × 121 cm, Sammlung des Duke of Rutland, Belvoir Castle, Leicestershire
  - Die Firmung, 95,5 × 121 cm, Sammlung des Duke of Rutland, Belvoir Castle, Leicestershire
  - Die letzte Ölung, 95,5 × 121 cm, Fitzwilliam-Museum, Cambridge
  - Die Priesterweihe, 95,5 × 121 cm, Kimbell Art Museum, Fort Worth[29]
  - Die Taufe, 95,5 × 121 cm, National Gallery of Art, Washington
- 1637: Camillus und die Falerier-Schulmeister,  252 × 268 cm, Louvre, Paris
- 1637: Camillus und die Falerier-Schulmeister, 81 × 133 cm, Norton Simon Museum, Pasadena
- 1637: Pan und Syrinx,  106,5 × 82 cm, Staatliche Kunstsammlungen, Dresden
- ca. 1637: Der Raub der Sabinerinnen, Louvre, Paris
- 1637–1640: Landschaft mit einem rastenden Reisenden, 63 × 78 cm, National Gallery, London
- 1637–1640: Landschaft mit einem trinkenden Mann, 63 × 78 cm, National Gallery, London
- 1638: Die Auffindung des Moses, 93 × 120 cm, Louvre, Paris
- 1638: Die Einnahme Jerusalems durch Titus,  147 × 198,5 cm, Kunsthistorisches Museum, Wien
- 1638–1639: Landschaft mit einem Mann, der von einer Schlange gebissen wird, 65 × 76 cm, Montreal Museum of Fine Arts, Montreal
- 1638–1640: Der Tanz des (menschlichen) Lebens, 83 × 105 cm, Wallace Collection, London
- 1638–1640: Die Kindheit des Jupiter, 97 × 133 cm, Gemäldegalerie, Berlin
- 1639: Mannalese,  149 × 200 cm, Louvre, Paris
- 1639: Venus zeigt Aeneas die Waffen,  105 × 142 cm, Musée des Beaux-Arts, Rouen
- ca. 1639: Die Nährung des Jupiter,  117 × 155 cm, National Gallery of Art (Samuel H. Kress Collection), Washington
- vor 1640: Die hl. Margaretha,  213 × 145 cm, Galleria Sabauda, Turin
- vor 1640: Et in Arcadia ego II, 85 × 121 cm, Louvre, Paris
- 1640: Landschaft mit dem hl. Johannes auf Patmos,  102 × 133 cm, Art Institute of Chicago
- 1640: Der Großmut des Scipio,  114,5 × 163,5 cm, Puschkin-Museum, Moskau
- vor 1641: Moses vor dem brennenden Dornbusch, oval,  193 × 158 cm, Statens Museum for Kunst, Kopenhagen, Dänemark
- 1641: Die Einrichtung der Eucharistie, 325 × 250 cm, Louvre, Paris
- ca. 1641: Landschaft mit dem hl. Matthäus und dem Engel, 99 × 135 cm, Gemäldegalerie, Berlin
- ab 1641: Das Wunder des hl. Franz Xaver, 444 × 234 cm, Louvre, Paris
- 1641–1642: Die Zeit rettet die Wahrheit vor der Schändung durch die Lust und die Zwietracht, Kreisform, Durchmesser 297 cm, Louvre, Paris
- 1643: Die Verzückung des hl. Paulus, 41,5 × 30 cm, Öl auf Holz, John and Mable Ringling Museum of Art, Sarasota, Florida
- 1645: Moses als Kind tritt die Krone Pharaos, 99 × 144,2 cm, Woburn Abbey, Großbritannien
- 1645–1646: Die Kreuzigung,  148,5 × 218,5 cm, Wadsworth Atheneum, Hartford, Connecticut
- 1647: Die Auffindung des Moses,  121 × 195 cm, Louvre, Paris
- 1647: Zyklus Die sieben Sakramente für Paul Fréart de Chantelou, Scottish National Gallery, Edinburgh
  - Die Buße, 117 × 178 cm
  - Die Ehe, 117 × 178 cm
  - Die Eucharistie, 117 × 178 cm
  - Die Firmung, 117 × 178 cm
  - Die Letzte Ölung, 117 × 178 cm
  - Die Priesterweihe, 117 × 178 cm
  - Die Taufe, 117 × 178 cm
- 1647–1648: Moses und Aaron vor Pharao, 92 × 128 cm, Louvre, Paris
- 1647–1655: Heilige Familie (fünf Personen),  172 × 133,5 cm, Eremitage, St. Petersburg
- ca. 1647–1658: Moses als Kind tritt die Krone Pharaos, 92 × 128 cm, Louvre, Paris
- 1648: Der hl. Johannes tauft Christus / Taufe Christi, 30 × 23 cm, Öl auf Holz, privat
- 1648: Heilige Familie (fünf Personen), 72 × 104 cm, Cleveland Museum of Art, Cleveland
- 1648: Landschaft mit der Bestattung des Phocion,  114 × 175 cm, National Museum Cardiff, Cardiff
- 1648: Landschaft mit der Witwe des Phocion, die dessen Asche sammelt,  116 × 176 cm, Walker Art Gallery, Liverpool
- 1648: Landschaft mit Diogenes,  160 × 221 cm, Louvre, Paris
- 1648: Rebekka und Eliezer,  118 × 197 cm, Louvre, Paris
- 1648 (zweifelhaft): Landschaft mit einem von einer Schlange getöteten Mann,  119 × 198,5 cm, National Gallery, London
- ca. 1648: Landschaft mit der gepflasterten Straße, 78 × 99 cm, Dulwich Picture Gallery, London
- ca. 1648: Landschaft mit einem Mann, der sich die Füße wäscht, 74,5 × 100 cm, National Gallery, London
- 1649: Das Urteil des Salomon, 101 × 150 cm, Louvre, Paris
- 1649: Heilige Familie (zehn Personen), 79 × 106 cm, National Gallery of Ireland, Dublin
- 1649: Landschaft mit Polyphem, 150 × 198 cm, Eremitage, St. Petersburg
- 1649: Moses schlägt an den Stein, 122,5 × 193 cm, Eremitage, St. Petersburg
- 1649: Selbstporträt, 78 × 65 cm, Bode-Museum, Berlin
- 1649–1650: Die Verzückung des hl. Paulus, 148 × 120 cm, Louvre, Paris
- 1649–1650: Selbstporträt, 98 × 74 cm, Louvre, Paris
- 1649–1651: Landschaft mit Orpheus und Eurydike, 120 × 200 cm, Louvre, Paris
- ca. 1650: Coriolan wird von den Seinen angefleht, 112 × 198,5 cm, Musée Nicolas Poussin, Les Andelys, Frankreich
- ca. 1650: Die Himmelfahrt Mariens, 57 × 40 cm, Louvre, Paris,
- ca. 1650: Landschaft mit den drei Mönchen, 117 × 193 cm, Palast des Präsidenten der Republik Jugoslawien
- ca. 1650: Christus heilt die Blinden / Blindenheilung,  119 × 176 cm, Louvre, Paris
- ca. 1650: Landschaft mit einer Frau, die sich die Füße wäscht,  114 × 175 cm, National Gallery of Canada, Ottawa
- 1650–1651: Heilige Familie (neun Personen), 98 × 129,5 cm, Fogg Art Museum, Cambridge, Massachusetts
- 1650–1651: Landschaft mit drei Männern,  120 × 187 cm, Museo del Prado, Madrid
- 1650–1655: Das Testament des Eudamidas,  110,5 × 138,5 cm, Statens Museum for Kunst, Kopenhagen
- ab 1650: Achilles unter den Töchtern des Lycomedes, 97 × 129,5 cm, Museum of Fine Arts, Boston
- ab 1650: Heilige Familie (fünf Personen), 94 × 122 cm, Louvre, Paris
- ab 1650: Landschaft mit Herkules und Cacus,  156,5 × 202 cm, Puschkin-Museum, Moskau
- 1651: Das Gewitter, 99 × 132 cm, Musée des Beaux-Arts, Rouen
- 1651: Das milde Wetter, 97 × 131,5 cm, The Morrison Trustees, Sudeley Castle, Großbritannien
- 1651: Die Auffindung des Moses,  116 × 177,5 cm, National Gallery, London
- 1651: Heilige Familie (elf Personen), 96,5 × 133 cm, J. Paul Getty Museum, Los Angeles + Norton Simon Museum, Pasadena
- 1651: Gewitterlandschaft mit Pyramus und Thisbe,  191 × 274 cm, Städel Museum, Frankfurt am Main
- 1652–1656: Der Tod der Saphira,  122 × 199 cm, Louvre, Paris
- 1653: Christus und die Ehebrecherin,  122 × 195 cm, Louvre, Paris
- 1654: Die Aussetzung des Moses,  150 × 204 cm, Ashmolean Museum, Oxford
- 1655: Der hl. Petrus und der hl. Johannes heilen die Lahmen,  126 × 165 cm, Metropolitan Museum of Art, New York
- 1655: Heilige Familie (vier Personen),  198 × 131 cm, John and Mable Ringling Museum of Art, Sarasota, Florida
- ca. 1655: Die Anbetung der Hirten, 97,5 × 131,5 cm, Alte Pinakothek, München
- ca. 1655: Esther vor Assuerus,  119 × 155 cm, Eremitage, St. Petersburg
- ca. 1655: Taufe Christi, 92 × 129 cm, Museum of Art, Philadelphia
- ca. 1655: Verkündigung, 47,5 × 38 cm, Öl auf Holz, Alte Pinakothek, München
- 1655–1657: Ruhe auf der Flucht nach Ägypten,  105 × 145 cm, Eremitage, St. Petersburg
- ca. 1656 (Datierung ungesichert): Heilige Familie (fünf Personen), 68 × 51 cm, Louvre, Paris
- 1656–1657: Die Beweinung des toten Christus, 94 × 130 cm, National Gallery of Ireland, Dublin, Irland
- ab 1656: Achilles unter den Töchtern des Lycomedes,  100,5 × 133,5 cm, Virginia Museum of Fine Arts, Richmond
- 1657: Die Geburt des Bacchus,  122 × 179 cm, Fogg Art Museum, Cambridge, Massachusetts
- 1657: Verkündigung,  105 × 103 cm, National Gallery, London
- 1657–1660: Zenobia wird von den Hirten geholfen,  156 × 194 cm, Eremitage, St. Petersburg
- 1658: Landschaft mit Diana und Orion,  119 × 183 cm, Metropolitan Museum of Art, New York
- 1658: Flucht nach Ägypten, 97 × 133 cm, Musée des Beaux-Arts, Lyon
- ca. 1659 (zweifelhaft): Landschaft mit zwei Nymphen,  118 × 179 cm, Musée Condé, Chantilly
- ab 1660: Die Landschaft mit Agar und dem Engel, 98 × 73 cm, Galleria Nazionale d’Arte antica, Rom
- 1660–1664: Die vier Jahreszeiten, Louvre, Paris
  - Der Frühling,  117 × 160 cm
  - Der Herbst,  117 × 160 cm
  - Der Sommer,  119 × 160 cm
  - Der Winter,  118 × 160 cm
- ca. 1664: Rebekka und Eliezer, 96,5 × 138 cm, Fitzwilliam Museum, Cambridge
- bis 1665: Apoll und Daphne, 155 × 200 cm, Louvre, Paris – letztes Werk, unvollendet

### Datierung ungesichert
Alle Werke: Öl auf Leinwand, wenn nicht anders angegeben.
- Die Geburt, 45,5 × 38 cm, Öl auf Holz, Alte Pinakothek, München
- Die Jagd des Meleagros und des Atalantos,  160 × 360 cm, Prado, Madrid
- Heilige Familie (fünf Personen), 64 × 50,5 cm, Puschkin-Museum, Moskau
- Heilige Familie (fünf Personen), 67 × 49 cm, Musée Condé, Chantilly
- Noli me tangere, 47 × 39 cm, Öl auf Holz, Prado, Madrid
- Tanz zu Ehren des Priapos,  167 × 376 cm, Museu de Arte de São Paulo
- Triumph der Flora, Louvre, Paris
- Der Einzug Christi in Jerusalem, 98 × 134 cm, Musée des Beaux-Arts de Nancy

### Verlorene Werke
- vor 1641: Heilige Familie, Öl auf Leinwand
- 1647–1648: Moses verteidigt die Töchter des Jethro, Öl auf Leinwand
- Bacchanal vor einem Tempel, Öl auf Leinwand
- Badende Nymphen
- Christus und die Samariterin, Öl auf Leinwand
- Der Raub der Europa
- Der Tod Mariens, Öl auf Leinwand
- Der Triumph des Silen
- Die Anbetung der Hirten, Öl auf Leinwand
- Die Beweinung des toten Christus, Öl auf Holz
- Die Vision der hl. Franziska Romana
- Die Zeit und die Wahrheit
- Ruhe auf der Flucht nach Ägypten, Öl auf Leinwand
- Jungfrau mit Kind
- Jupiter und Leda
- Venus und die Liebe